# Montagne, Gironde
Montagne är en kommun i departementet Gironde i regionen Nouvelle-Aquitaine i sydvästra Frankrike. Kommunen ligger i kantonen Lussac som tillhör arrondissementet Libourne. År 2022 hade Montagne 1 520 invånare.

## Befolkningsutveckling
Antalet invånare i kommunen Montagne
Referens:INSEE